# Condiciones de Lyon
Las Condiciones de Lyon promueven la reducción de la deuda en condiciones concesionarias acordada por el Club de París en 1996 como parte de la Iniciativa para los Países Pobres Muy Endeudados (PPME) y conforme a las cuales los acreedores del Club de París pueden convenir en reducir, considerando cada caso particular, hasta el 80% del valor neto actualizado de la deuda comercial (que no sea Asistencia Oficial para el Desarrollo (AOD)) previa a la fecha de corte. 
- Datos: Q5782546